# Kyjovský hrádek
Kyjovský hrádek, auch Horní Karlštejn, Pustý hrádek (deutsch: Oberer Karlstein, Wüstes Schloss) werden die mutmaßlichen Reste einer Felsenburg bei Kyjov (Khaa) in der Böhmischen Schweiz in Tschechien genannt. Sie liegt am westlichen Rand des Böhmischen Niederlands. Das Areal befindet sich im Kyjovské údolí (Khaatal) auf einer Felsterrasse oberhalb der Kirnitzsch (Křinice) und nimmt eine Fläche von 150 × 150 Metern ein. Erkennbar sind dort die Überreste von ausgehauenen Räumen und Balkenauflager.

## Geschichte
Über die Geschichte der Burgstätte ist nichts bekannt. Von Burgenforschern wurde bislang angenommen, dass die Burg Anfang des 14. Jahrhunderts begründet wurde.
Neuere Forschungen zweifeln mittlerweile jedoch an, dass es sich bei der Anlage überhaupt um eine Burg handelt. Keramikfunde datieren die Besiedlung des Areals ins 14. Jahrhundert. Möglicherweise diente der Platz Bergleuten als Wohn- und Arbeitsort, welche hier Eisenerze abbauten und verhütteten. Bis in die heutige Zeit finden sich in der nahen Umgebung alte Namen wie Zlatý potok (Goldbach) oder Železná jáma (Eisengrube), welche auf einen mittelalterlichen Bergbau hinweisen.